# C-terminus

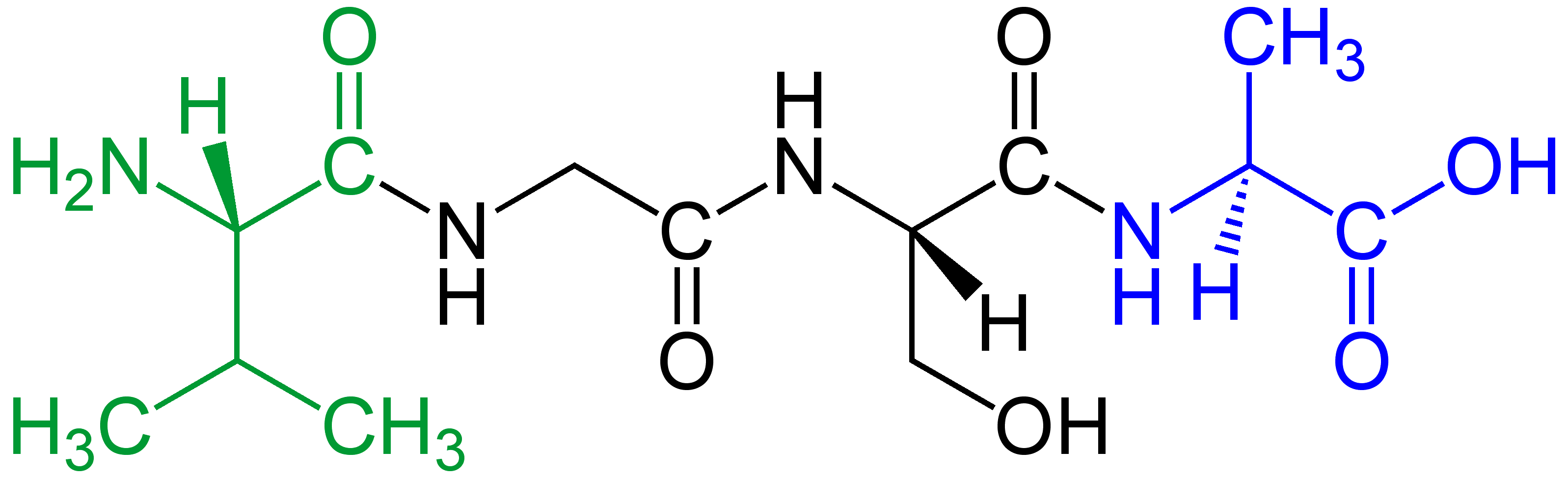
Een tetrapeptide (in dit geval de sequentie Val-Gly-Ser-Ala) met het groen-gemarkeerde N-terminale α-aminozuur (in het voorbeeld L-valine) en het blauw-gemarkeerde C-terminale α-aminozuur (in het voorbeeld L-alanine)

De C-terminus of carboxylterminus is het einde van een eiwit of een polypeptide en bestaat uit een aminozuur met een ongebonden carboxygroep (R-COOH; in organismen: R-COO−). De naam duidt op de ongebonden carboxygroep.
Met de C-terminus eindigt de eiwitsynthese op het ribosoom. Bij de eiwitsynthese blijft de aminogroep aan de N-terminus ongebonden, terwijl de carboxygroep met een peptidebinding aan het volgende aminozuur wordt vastgemaakt, dat aan het eind opnieuw een ongebonden carboxygroep heeft. Doordat de groep een hoge ladingsdichtheid heeft, komt deze normaal gezien voor aan de buitenzijde van een eiwit, waar deze wordt gestabiliseerd door waterstofbruggen met water.
Een polypeptideketen heeft aan de andere zijde een ongebonden aminogroep, de N-terminus genoemd. Conventioneel wordt een peptide zodanig getekend dat de C-terminus rechts staat.